# Bartlett Adamson

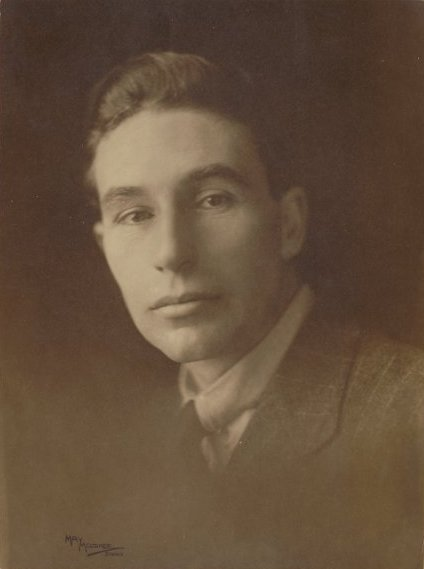
Bartlett Adamson im Jahr 1919

George Ernest „Bartlett“ Adamson (* 22. Dezember 1884 in Ringarooma, Tasmanien; † 4. November 1951 in The Domain, Sydney) war ein australischer Journalist, Dichter, Schriftsteller und Bürgerrechtler.

## Leben
Adamson wurde am 22. Dezember 1884 in Ringarooma auf Tasmanien geboren. Sein Vater war der in Schottland geborene Bergarbeiter George Adamson, seine Mutter dessen englische Ehefrau Jane, geborene Bartlett. Nach dem Schulbesuch in Zeehan und Dundas wurde er kaufmännischer Angestellter in einem Bergwerk. Nachdem sich die Familie in Neuseeland niederließ, wurde Adamson Kaufmann für die Verleger Whitcombe und Tombs in Wellington. Aus gesundheitlichen Gründen wurde er während des Ersten Weltkriegs vom Militärdienst befreit.
Im November 1917 heiratete Adamson die Schottin Mary Anne McLachlan, mit der er vier Söhne hatte. Nach der Veröffentlichung seines ersten Gedichtbandes Twelve Sonnets im Jahr 1918 kehrte er nach Australien zurück. In Sydney war er bis 1935 als Journalist und Autor für die Wochenzeitung Smith’s Weekly tätig und wurde danach selbständiger Journalist, unter anderem für The Sunday Times. Daneben war er als Obstbauer tätig und war Mitbegründer eines lokalen Obstbauernverbands.
Adamson gründete die Zeitschrift Sydneysider, die während der Weltwirtschaftskrise insolvent ging. Danach arbeitete er ab 1935 erneut bei Smith’s Weekly bis zur Einstellung der Zeitschrift im Jahr 1950.
Als Vorsitzender der Fellowship of Australian Writers überzeugte Adamson 1938 die australische Bundesregierung, die Finanzierung für die Commonwealth Literary Fund zu erhöhen. Weiterhin setzte er sich für eine liberale Veränderung des Obscene and Indecent Publications (Amendment) Act von 1946 ein. Nach dem Aufstieg des Faschismus in Europa trat er während des Zweiten Weltkriegs der Communist Party of Australia bei. Mit seinen Werken trat er unter anderem für die Bürgerrechte ein.
Bartlett Adamson starb unerwartet am 4. November 1951, als er eine öffentliche Rede in The Domain in Sydney hielt.

## Werke (Auswahl)
- Twelve Sonnets (1918)
- Mystery Gold (1925)
- These beautiful women (1932)
- Beyond the sun (1942)
- Frank Clune; Author and Ethnological Anachronism (1944)
- Nice day for a murder and other stories (1944)
- Bringer of Light: An allegorical fantasy (1945)
- Comrades all and other poems for the people (1945)